# 冬のかがり火
組曲『冬のかがり火』（ふゆのかがりび、露: Зимний костер）作品122は、セルゲイ・プロコフィエフが作曲した朗読、児童合唱と管弦楽のための作品。

## 概要
1949年から翌1950年にかけて作曲された。1948年にプロコフィエフはジダーノフ批判の対象になっており、大規模な作品によって名誉回復を果たそうとしていたことが作曲の契機となっている。また、この時期のプロコフィエフは病気によって作曲活動が大幅に制限されており、さらに完成直後に悪化してモスクワ郊外の病院に再入院するなど、健康にはかなり悩まされていた。
初演は1950年10月19日に、サムイル・サモスードの指揮、モスクワ放送大交響楽団、スヴェシニコフ合唱学校モスクワ児童合唱団によって行われ、成功を収めた。翌1951年にスターリン賞第2席を得ている。
サムイル・マルシャークの詩に基づいており、子供たちの冬休みの郊外での遊びを描写した作品である。音楽も一貫して単純明快であり、ロシアの民族性が随所に盛り込まれているのが特徴である。

## 構成
全8曲から構成される。演奏時間は約20分。朗読は1曲ごとの前に入る。児童合唱は第5曲にのみ加わる。
- 第1曲 出発
- 第2曲 窓の外の雪
- 第3曲 氷上のワルツ
- 第4曲 かがり火
- 第5曲 ピオネールの集い
- 第6曲 冬の夜
- 第7曲 行進曲
- 第8曲 帰還